# Cal Sarró de Freixenet de Segarra
Cal Sarró de Freixenet de Segarra és una obra de Sant Guim de Freixenet (Segarra) inclosa a l'Inventari del Patrimoni Arquitectònic de Catalunya.

## Descripció
Habitatge de grans dimensions situat sobre el Carrer Major i perfectament integrat al nucli urbà. Aquest edifici se'ns presenta estructurat en planta baixa, primer i segon pis amb coberta a doble vessant. Una part de la seva planta baixa s'aprofita com a pas cobert que dona accés al nucli antic del poble, pel Carrer Major o antic camí de dalt. Aquest pas cobert està delimitat per dos portals. El primer, d'entrada des de l'exterior, és d'arc rebaixat adovellat, igual com el segon, però aquest presenta un parament arrebossat. Situat també, a la part baixa de l'edifici, trobem les antigues cavallerisses, amb una porta d'accés d'arc rebaixat adovellat. La porta d'accés a l'edifici, situada a un extrem de la façana principal, es fa un cop traspassat un jardí que precedeix la seva entrada. A l'altre costat d'aquesta, hi ha un balcó corregut que abraça a quatre obertures del primer pis. Una cornisa motllurada fa de separació d'ambdós pisos, així com de coronament d'aquesta façana principal. L'obra presenta un parament arrebossat.

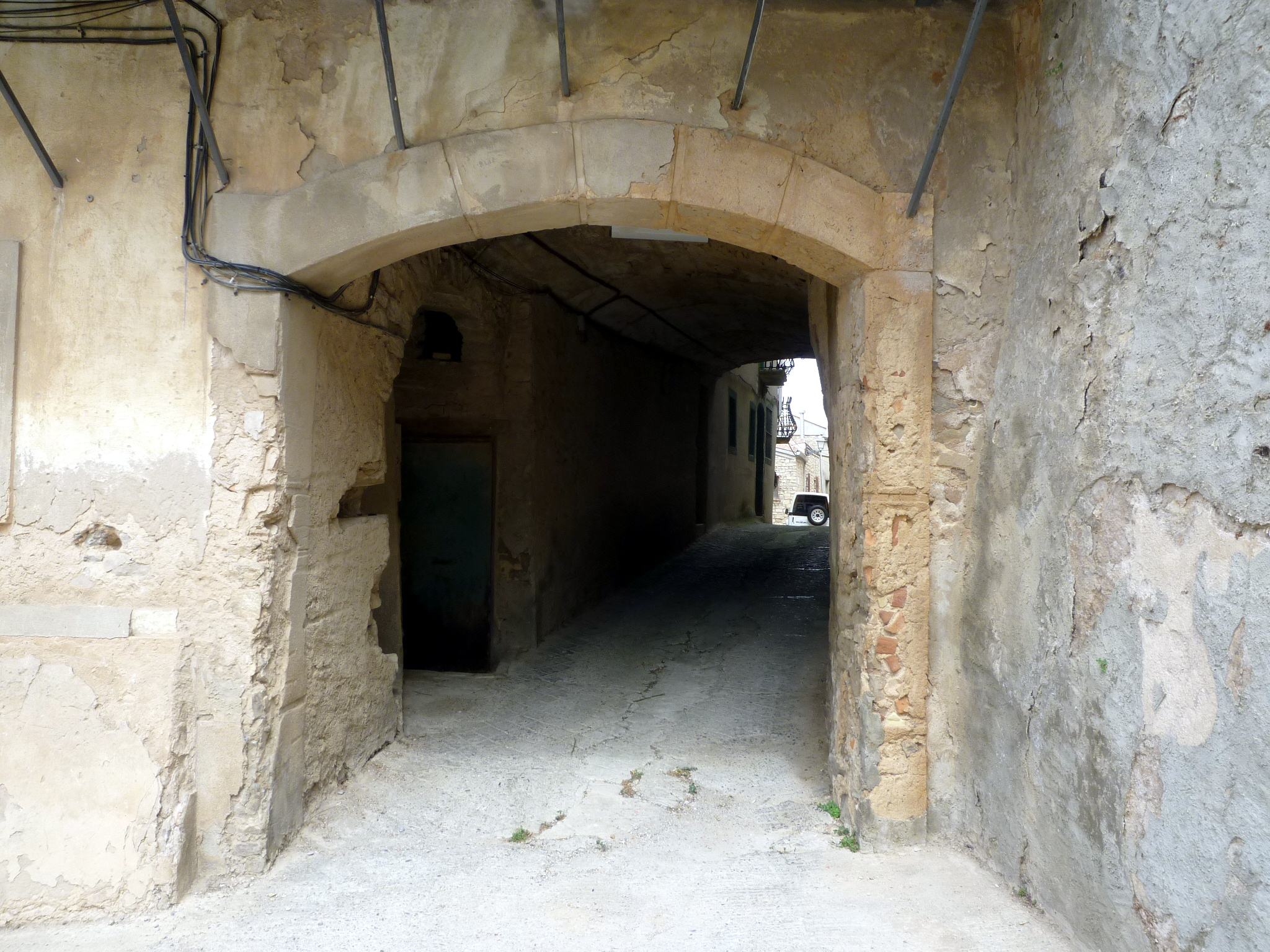
Pas cobert

## Història
Cal destacar l'orientació d'aquest edifici que es disposa encarant la seva façana principal a migjorn i no a ponent com la resta de cases del poble. La seva situació permet integrar, als baixos de l'edifici, un portal d'accés al nucli antic com a element de defensa de la vila.